# Balaustium murorum
Balaustium murorum (Hermann, 1804) è un aracnide appartenente alla sottoclasse degli acari, all'ordine dei trombidiformi e alla famiglia degli Erythraeidae; in italiano è detto comunemente ragnetto rosso dei muri, sebbene non sia un ragno.

## Descrizione
È una specie predatrice, che si nutre di larve di altre specie dannose per gli alberi, come quelle di Zeiraphera diniana e di Halotydeus destructor, nonché di escrementi di uccello. Si muove velocemente e in maniera disordinata. Il colore rosso, dovuto ad un'emolinfa ricca di carotenoidi, è un aposematismo che serve per avvisare i predatori che l'acaro non è buono da mangiare.
Appare sull'esterno e anche all'interno degli edifici in primavera e autunno, ritirandosi d'estate per evitare il troppo caldo ed entrando in letargo d'inverno; depone le proprie uova all'interno di crepe nei muri e nel suolo.
È innocuo per l'uomo, salvo per persone che gli sono allergiche a cui il contatto potrebbe causare dermatiti. Viene spesso confuso con altre specie d'aspetto simile, come Bryobia, Tetranychus urticae e Trombidium holosericeum; a causa della confusione con le prime due specie, che sono parassiti della vegetazione, viene talvolta riportato che Balaustium murorum e Trombidium holosericeum sarebbero dannosi per le piante, tuttavia ciò è falso.